# 대덕초등학교 도룡분교
대덕초등학교 도룡분교는 대한민국 대전광역시 유성구에 있는 공립 초등학교이다.
대덕초등학교 (대전)의 분교이다.

## 학교 연혁
- 2010년 3월 1일: 개교 (7학급 115명)
- 2019년 10월 6일: 설립인가

## 참고 자료
- 대덕초등학교도룡분교장 - 한국교육학술정보원 학교알리미